# Jiří z Kravař a Strážnice
Jiří z Kravař a Strážnice (1415? – leden 1466) byl moravský šlechtic z rodu pánů z Kravař.

## Život
Jeho otcem byl významný šlechtic Petr z Kravař a Strážnice. Jiří se narodil okolo roku 1415. V době dospívání se v souladu se svým otcem hlásil ke kališnické straně. Po skončení husitských válek žil ve stínu svého staršího bratra Václava, který však předčasně skonal roku 1437. Na moravském zemském sněmu v Brně roku 1440 vystupuje Jiří již jako sebevědomá osobnost. V tomto období, kdy se urovnávaly majetkové poměry, došlo k navrácení račického a helfštejnského panství do jeho rukou.
V zemi však stále vládly rozbroje a východní Morava se stala místem soukromých válek mezi šlechtici. V roce 1446 přijala Jiřího ve spolek jeho žena Dorota z Valdštejna na svých majetcích Čechy pod Kosířem, Stařechovice, Ohrozim a Lešany. V roce 1447 byly učiněny majetkové vklady, v nichž Jiří Strážnický prodal tři panství. Vok ze Sovince koupil od Jiřího hrad Helfštejn s městem Lipníkem a třiceti vesnicemi. Jiří Tunkl z Brníčka koupil hrad Zábřeh s městem Zábřeh a 17 vesnicemi a čtyřmi dvory. A konečně Jan z Lomnice koupil hrad Velké Meziříčí s městem Velké Meziříčí, městečko Tasov a třicet vesnic. Kromě toho prodával Jiří Strážnický i další drobný majetek.
Zdá se, že majetek Kravařů byl dosti zadlužený, protože věřitelé podávali na Jiřího další žaloby. 3. března roku 1448 dal olomoucký biskup Pavel z Miličína Jiřímu lénem hrad Medlice s městečkem a městečko Domašov s 16 vesnicemi. V letech 1449 a 1450 se Jiří účastnil vojenských tažení proti narušitelům pořádku na Moravě. Roku 1453 byl členem poselstva, které vyjednávalo podmínky sňatku mezi Kazimírem Jagellonským a Alžbětou Habsburskou. V roce 1456 získal Jiří od krále do zástavy panství Bzenec.
Kuriózním způsobem se Jiří Strážnický angažoval v osudech nešťastné Perchty z Rožmberka, se kterou si korespondoval a se kterou se i osobně setkal. Roku 1464 se Jiří účastnil zemského sněmu v Olomouci, při němž vydal Jiří z Poděbrad listinu o nerozlučitelném spojení mezi Českým královstvím a Moravou. Jiřímu se v této době narodil syn neznámého jména, který však zemřel. 
V lednu roku 1466 skonal také Jiří z Kravař a Strážnice. Nebožtíkova pečetidla byla zničena, stejně jako rodový meč a štít, protože zemřel poslední z mužských potomků rodu pánů z Kravař.

## Potomstvo
Jiří po sobě zanechal čtyři dcery. Ještě za svého života se snažil, aby se dobře provdaly, protože i ony byly potenciálně dobré partie.
- Prvním manželem nejstarší dcery Ludmily († 1502) byl Albrecht Kostka z Postupic. Ludmila zdědila panství Šternberk, Dvorce, Moravský Beroun. Po smrti svého manžela se provdala ještě jednou a vzala si Jana Berku z Dubé.
- Kunka (Kunhuta) († 1510) měla za manžela Václava z Boskovic. Po otci zdědila panství Račice s městečkem, hrad Stagnov s podhradním městečkem a několika vesnicemi, Stařechovice s pustou tvrzí, statek Čechy pod Kosířem s několika vesnicemi, dům v Brně a podíl na bzeneckém panství vyjádřený částkou 3200 zlatých.
- Johanka († 1495) si vzala za manžela Jana Heralta z Kunštátu. Po otci zdědila hrad Plumlov s městečkem Plumlov, s městem Prostějov, s městečkem Kostelec na Hané a s dvanácti vesnicemi.
- Prvním manželem nejmladší dcery Alžběty († 1500) byl Pertold mladší z Lipé a na Moravském Krumlově. Alžběta zdědila panství Strážnice, městečka Velkou a Lipov, pustý hrad Kanšperk se Suchovem a podíl na bzeneckém panství ve výši 2500 zlatých. Ovdověla a v roce 1483 se vdala podruhé za Petra z Rožmberka.